# رائد فضاء

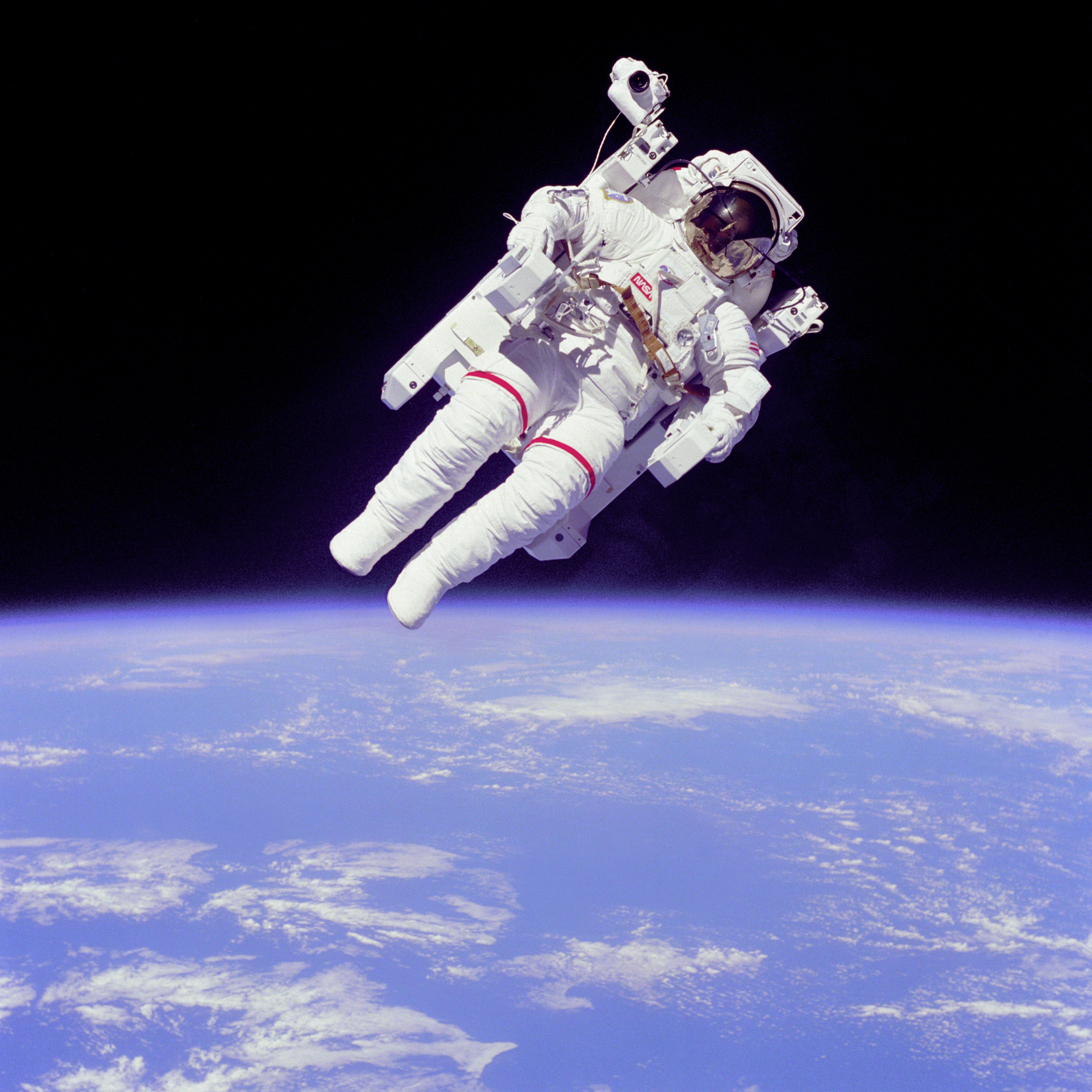
رائد الفضاء بروس مكاندلس يستخدم وحدة المناورة المأهولة خارج مكوك الفضاء الأمريكي تشالينجر في 11 فبراير 1984.

رائد الفضاء هو شخص يتم تدريبه بواسطة برنامج رحلات فضائية مأهولة ليأتمر على أو يقود أو يخدم كعضو في طاقم المركبة الفضائية. في حين أن الاسم غالباً ما يطلق على رواد الفضاء المحترفين، فهو يطلق أحياناً على كل من سافر إلى الفضاء من العلماء والسياسيين والصحفيين والسياح.
حتى عام 2002، رعاية وتدريب رواد الفضاء كان محصورة على الحكومات فقط، إما بواسطة الجيش أو بواسطة وكالات الفضاء المدنية. وبعد الرحلة تحت المدارية التي قامت بها السفينة "سفينة الفضاء الأولى "SpaceShipOne" في عام 2004 والممولة من القطاع الخاص، ظهرت فئة جديدة من رواد الفضاء وهي رواد الفضاء التجاريون.

## التعريف

الدول التي منها مواطنون عملوا كرواد فضاء

المعايير التي تحدد رحلات الفضاء المأهولة متنوعة. ينص القانون الرياضي للاتحاد الدولي للطيران (بالفرنسية: Fédération Aéronautique Internationale) وَاختصاراً FAI والخاص بالملاحة الفضائية على أنها الرحلات التي تتخطى ارتفاع 100 كيلومتر (62 ميل). بينما في الولايات المتحدة يمنح أياً من رواد الفضاء المحترفين والحربيين والتجاريين والذي يتخطى ارتفاع 80 كيلومتر (50 ميل)، يمنح شارة رائد فضاء.

بحلول يوم 20 يونيو 2011، مجموع 523 شخص من 38 دولة تخطوا ارتفاع 100 كيلومتر (62 ميل) أو أعلى، منهم 520 شخص وصلوا للمدار الأرضي المنخفض أو تخطوه. منهم 24 شخص تخطوا المدار الأرضي المنخفض، إما إلى مدار قمري (حول القمر) أو مدار من الأرض إلى القمر أو هبطوا على سطح القمر، وثلاثة من 24 شخص قاموا بذلك مرتين وهم: جيم لوفيل، جون يونج، ويوجين سيرنان.

وحسب التعريف الأمريكي، وبحلول يوم 20 يونيو 2011، اعتبر 529 شخص على أنهم وصلوا للفضاء الخارجي، أي ارتفاع أعلى من 50 ميل (80 كيلومتر). من بين الثمانية طيارين الذين تخطوا حاجز 50 ميل (80 كيلومتر) على متن الطائرة «إكس-15 X-15»، واحد منهم فقط هو الذي تخطى حاجز 100 كيلومتر (62 ميل). قضى رواد الفضاء مايزيد عن 30,400 ساعة من ساعات الأرض (حوالي 83 سنة أرضية) في الفضاء، منهم أكثر من 100 يوم في مهمات سير فضائي (أي خارج المركبة الفضائية). بحلول عام 2008، الشخص الذي يحمل الرقم القياسي لأكثر مدة تراكمية (أكثر من مهمة) في الفضاء هو سيرجي كريكاليف، الذي قضى 803 يوم و9 ساعات و39 دقيقة أو 2.2 سنة في الفضاء. بينما تحمل بيجي واتسون الرقم القياسي لأعلى فترة تراكمية في الفضاء بالنسبة للنساء وهي 377 يوم.

## مصطلحات

### بالإنجليزية
في الولايات المتحدة، كندا، أيرلندا، والمملكة المتحدة، ودول أخرى كثيرة تتحدث الإنجليزية؛ يطلق على مسافر الفضاء المحترف اسم رائد فضاء. الاسم مشتق من الكلمات اليونانية (ἄστρον تنطق أسترون) وتعني نجمة و (ναύτης وتنطق ناوتيس) وتعني بحار أو ملاح.
أول استخدام معروف للكلمة "astronaut" بالمعنى الحديث كانت على لسان الكاتب نيل آر. جونز في قصته القصيرة «The Death's Head Meteor نيزك الموت الرئيسي» عام 1930، والكلمة نفسها معروفة من قبل ذلك؛ على سبيل المثال في كتاب بيرسي جريج الصادر عام 1880 «Across the Zodiac عبر دائرة البروج» أطلقت كلمة "astronaut" على المركبة الفضائية. في كتاب «Les Navigateurs de l'Infini ملاحو اللاحدود» الصادر عام 1925 للكاتب جيه إتش روزني إين، استخدمت كلمة "Astronautique" والتي تعني بالإنجليزية "astronautic". وربما استوحيت الكلمة من كلمة "aeronaut" وهو تعبير قديم لملاحي الجو أطلق عام 1748 لراكبي المناطيد. استخدمت الكلمة حديثاً في منشور بعيد عن الخيال العلمي للكاتب إريك فرانك روسيل في قصيدته "The Astronaut" في نوفمبر 1934 في مجلة جمعية الفلك البريطانية (بالإنجليزية British Interplanetary Society).

أول استخدام رسمي للتعبير "Astronautics" وتعني علوم الفضاء في المجتمع العلمي كان عند تأسيس المؤتمر الدولي لعلوم الفضاء (بالإنجليزية International Astronautical Congress) عام 1950 والذي يعقد سنوياً. وتلاه تأسيس الاتحاد الدولي لعلوم الفضاء (بالإنجليزية International Astronautical Federation) في السنة التي تليها.

بينما تطلق ناسا كلمة "astronaut" على أي عضو في طاقم على متن مركبة فضائية تابعة لناسا في مدار أرضي أو أبعد منه. وكذلك تطلق هذا اللقب على الذين اختارتهم للالتحاق بفيلق رواد الفضاء. كذلك تطلق وكالة الفضاء الأوروبية اللقب "astronaut" على أعضاء فيلق رواد الفضاء.

### بالروسية
جرت العادة على تسمية رائد الفضاء الذي تم تعيينه في وكالة الفضاء الروسية الفيدرالية الروسية (أو سابقتها السوفيتية) باسم "cosmonaut" في النصوص الإنجليزية. وهذه الكلمة هي التحويل الإنجليزي للكلمة الروسية "kosmonavt" (بالروسية космонавт وتنطق كازمانافت)، أي الشخص الذي يعمل في الفضاء خارج الغلاف الجوي للأرض، أو المتجول في الفضاء، والتي هي مشتقة من الكلمات اليونانية (κόσμος وتنطق كوزموس) وتعني الكون والكلمة (ναύτης وتنطق ناوتس) وتعني بحار أو ملاح.

طيار القوات الجوية السوفيتية يوري جاجارين كان أول رائد فضاء روسي. أما عاملة المصنع الروسية فالنتينا تيريشكوفا فهي كانت أول رائدة فضاء روسية، كذلك تعد أول رائد فضاء مدني (انظر أسفل لمزيد من المعلومات عن رواد الفضاء المدنيين).في 14 مارس 1995 أصبح نورمان ثاجارد أول رائد فضاء أمريكي يركب على متن مركبة إطلاق روسية وبالتالي فهو أول أمريكي يطلق عليه "cosmonaut".

### بالصينية
النصوص الرسمية التي أصدرتها حكومة الصين الشعبية باللغة الإنجليزية استخدمت كلمة "astronaut" للتعبير عن رائد الفضاء، بينما في النصوص المصدرة باللغة الروسية استخدمت كلمة «космонавт وهي الترجمة الروسية لكلمة cosmonaut». في الصين؛ التعبير المستخدم لكلمة "cosmonaut" هو 宇航员 وتنطق يوهانجيوان وتعني حرفياً الشخص المبحر في الكون، بينما التعبير المستخدم عن الكلمة "astronaut" هو 航天员 وتنطق هانجتيانيوان وتعني حرفياً الشخص المبحر في السماء. بينما تستخدم تايوان وهونغ كونغ غالباً كلمة 太空人 وتنطق تايكون رين وتعني حرفياً رجل الفضاء.
واستخدمت الكلمة "taikonaut" بواسطة بعض وسائل الإعلام الناطقة بالإنجليزية للتعبير عن رواد الفضاء الصينيين المحترفين. وظهرت هذه الكلمة في قاموسي "Longman" و"Oxford English Dictionary"، حيث وصفها الأخير على أنها هجين بين المقطعين الصيني "taikong" ويعني الفضاء واليوناني "naut" ويعنى بحار أو ملاح، وأصبح التعبير أكثر انتشاراً في عام 2003 بعد إطلاق الصين لأول رائد فضاء لها وهو يانج ليوي على متن المركبة الفضائية شينزو 5. واستخدم قاموس "Xinhua" الصيني في نسخته الإنجليزية في جريدة "People's Daily" الصينية منذ بدأ برنامج الفضاء الصيني. أصل الكلمة غير واضح، غير أنها استخدمت لأول مرة بواسطة شخص يدعى تشيو لي يه (بالصينية 趙裡昱) من ماليزيا في إحدى المجموعات البريدية.

### تعبيرات أخرى
مع ظهور السياحة الفضائية، اتفقتا وكالة الفضاء الفيدرالية الروسية وكالة الفضاء الأمريكية ناسا على استخدام التعبير "spaceflight participant" وتعني المشارك في الرحلات الفضائية للتمييز بين سياح الفضاء والرواد المحترفين من كلا الوكالتين.
في حين أنه لا توجد دولة غير روسيا الاتحادية (والاتحاد السوفيتى سابقاً) والولايات المتحدة والصين أطلقت مركبة فضائية مأهولة، إلا أن العديد من الدول أرسلت أشخاص إلى الفضاء بالتعاون مع كل من الاتحاد السوفيتي (أو روسيا) والولايات المتحدة. وساهمت هذه المهمات في إلهام الناس لاستخدام مرادفات أخرى لرائد الفضاء باللغة الإنجليزية. على سبيل المثال استخدم التعبير "spationaut" (بالفرنسية spationaute) لوصف رواد الفضاء الفرنسيين وهي كلمة مشتقة من الكلمة اللاتينية "spatium" وتعني الفضاء. كذلك التعبير الماليزي "angkasawan" لوصف المشاركين في البرنامج الماليزي "Angkasawan" لإرسال رواد فضاء ماليزيين للفضاء. وفي المجر تستخدم كلمة (űrhajós وتنطق أورهاجوس) لوصف رواد الفضاء وهي مشتقة من الكلمات المجرية (űr وتنطق أور) وتعني الفضاء وكلمة (hajós وتنطق هاجوس) وتعني ملاح أو بحار.

## وصلات خارجية
- NASA: How to become an astronaut 101
- spacefacts Spacefacts.de
- Space and Astronautics News
- Manned astronautics: facts and figures
- Astronaut Candidate Brochure online نسخة محفوظة 22 يوليو 2012 على موقع واي باك مشين.
- List of International partnership organizations نسخة محفوظة 26 سبتمبر 2015 على موقع واي باك مشين.
- Encyclopedia Astronautica: Phantom cosmonauts
- collectSPACE: Astronaut appearances calendar